# Das 3. Geschlecht
Das 3. Geschlecht («El tercer sexo»), subtitulada Die Transvestiten («Les travestis»), fue una revista travesti publicada durante la República de Weimar de 1930 a 1932 en Berlín. Fue publicada por la editorial Radszuweit, y se cree que es la primera revista de la historia que trata únicamente temas travestis. Die Freundin fue una de sus revistas predecesoras, estaba centrada en las lesbianas y en ocasiones publicaba columnas que apelaban a las personas travestis.
Das 3. Geschlecht se publicó por primera vez el 28 de mayo de 1930. Se planeó como una revista mensual, pero se publicó a intervalos mayores: el número 2 en septiembre de 1930, el número 3 en febrero de 1931 y el número 4 en julio de 1931. El número 5 de mayo de 1932 fue el último; poco después de la muerte de su editor, Friedrich Radszuweit. Su heredero, Martin Radszuweit, no continuó con la revista. Los números contenían 40 páginas de textos militantes, artículos médicos, guías de vestuario y textos de travestis, entre otras cosas de sus experiencias, acompañados de numerosas fotografías. Se considera una de las pocas evidencias de la primera «constitución de los travestis como minoría de género». Lotte Hahm, destacada activista lesbiana y travesti dentro de la subcultura homosexual de Weimar a menudo aparecía en sus ilustraciones. Tanto Selli Engler como Elsbeth Killmer publicaron sus textos en la revista.